# 삼대 괴수 지구 최대의 결전

삼대 괴수 지구 최대의 결전(三大怪獣 地球最大の決戦)은 1964년 일본 괴수 영화이다. 혼다 이시로가 감독하고 쓰부라야 에이지가 특수 효과를 맡았다. 도호사가 제작과 배급을 맡았으며 고지라 프랜차이즈 중 5번째 영화 작품이며 모스라 대 고지라에 이어 그 해에 제작된 두 번째 고지라 영화이다. 코이즈미 히로시, 와카바야시 아키코 등이 주연으로 출연하였다.

## 출연
- 호시 유리코
- 코이즈미 히로시
- 와카바야시 아키코
- 시무라 타카시
- 사하라 켄지
- 쿠로베 스스무
- 나카지마 하루오 - 고지라 역
- 히로세 쇼이치 - 킹기도라 역